# Adoratrices de la Preciosísima Sangre
Las Adoratrices de la Preciosísima Sangre de Nuestro Señor Jesucristo (oficialmente en francés: Adoratrices du Très Précieux Sang de N.S.J.C.) son una congregación religiosa católica femenina monacal de derecho pontificio, fundada por la canadiense Aurélie Caouette el 14 de septiembre de 1861, en Saint-Hyacinthe. En la actualidad las religiosas fundadas por Caouette se encuentran divididas en dos congregaciones autónomas centralizadas y una formada por siete monasterios sui iuris

## Historia

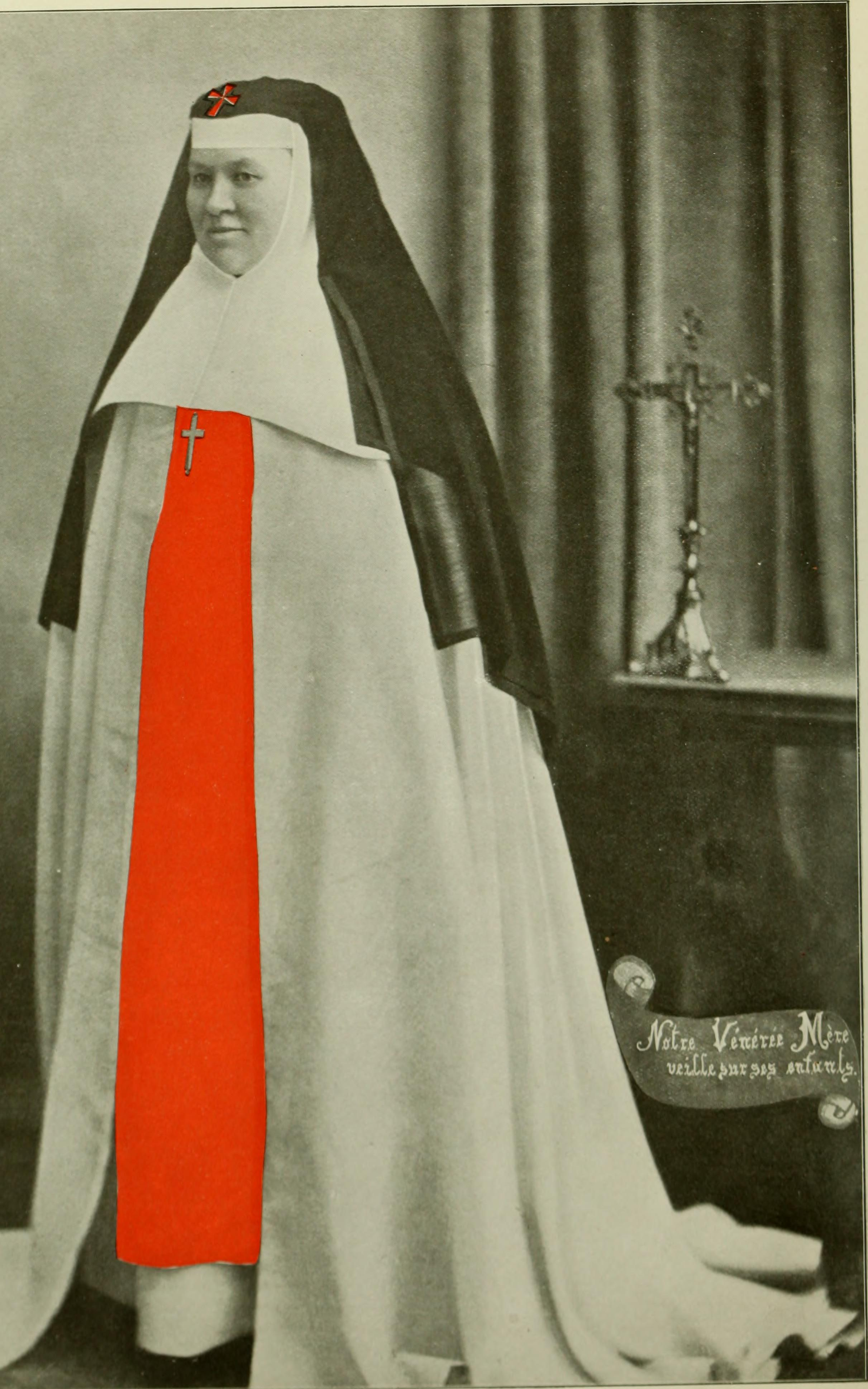
Aurélie Caouette (1833-1905), fundadora de la congregación.

Aurélie Caouette fundó la congregación de las Adoratrices de la Preciosísima Sangre el 14 de septiembre de 1861, en Saint-Hyacinthe (Quebec-Canadá), con el fin de adorar el misterio de la Sangre de Jesucristo, la cual, según la fe cristiana, fue derramada para la remisión de los pecados del mundo. El instituto recibió la aprobación diocesana de parte del obispo Moreau, el 15 de octubre de 1861.
Estando aún en vida la fundadora, la congregación recibió el decreto pontificio de alabanza el 24 de noviembre de 1889, por medio del cual pasó a un instituto de derecho pontificio. La aprobación definitiva de sus constituciones por parte de la Santa Sede la recibió el 20 de octubre de 1896. Por 44 años Caouette gobernó el instituto, fundó diez monasterios en Canadá, Estados Unidos y cuba. Más tarde sus sucesoras fundaron nuevos monasterios en Japón, China e Italia.

## Organización
Al inicio, los monasterios eran autónomos, pero con el tiempo surgieron dos congregaciones: los de lengua francesa formaron la llamada congregación de Saint-Hyacinte, en 1945, cuya sede central es la casa madre de la congregación, en 1970 eran unos 14 monasterios, pero se fueron cerrando hasta quedar solo uno. Los de lengua inglesa formaron la Congregación de London (Canadá), en 1949, mientras que siete monasterios se mantuvieron autónomos formando la Federación de Adoratrices de la Preciosísima Sangre.

### Unión de Saint-Hyacinthe
Las Religiosas Adoratrices de la Preciosísima Sangre de Nuestro Señor Jesucristo de la Unión de Saint-Hyacinthe (oficialmente en francés: Religieuses Adoratrices du Très Précieux Sang de N.S.J.C. de l'Union de St-Hyacinthe) son una congregación centralizada, formada a partir de la unión de catorce monasterios de lengua francesa, en 1945, con casa madre en Saint-Hyacinthe. A las religiosas de este instituto se les conoce como Adoratrices de la Preciosísima Sangre de Saint-Hyacinte y posponen a sus nombres las siglas A.P.S. El gobierno es centralizado y recae en la madre general. En la actualidad el cargo lo ostenta la religiosa canadiense Micheline Prouxl. En 2015, quedaba solo un monasterio y estaba integrado por unas 45 monjas.

### Adoratrices de la Preciosísima Sangre de London
Las Hermanas Adoratrices de la Preciosísima Sangre (oficialmente en inglés: Sisters Adorers of the Most Precious Blood) forman también un instituto centralizado, creado el 3 de junio de 1949, a partir de la unión de los monasterios de lengua inglesa, con casa madre en London (Canadá). El gobierno lo ostenta la madre general, que en la actualidad es la religiosa Eileen Mary Walsh. A las religiosas se les apellida de London y posponen a sus nombres las siglas R.P.B. En 2015, eran unas 52, distribuidas en 4 monasterios, presentes en Estados Unidos, Canadá y Japón.

### Adoratrices de la Preciosísima Sangre de monasteriossui iuris
Se trata de una federación de monasterios autónomos, que no se quisieron unir a ninguna de las dos congregaciones. Reciben el nombre de Adoratrices de la Preciosísima Sangre (oficialmente en inglés: Adorers of the Precious Blood). Cada monasterio tiene su propia superiora y en 2015 eran unos 5 con 46 religiosas, presenten todos en Estados Unidos.